# Carlia munda
Carlia munda är en ödleart som beskrevs av  De Vis 1885. Carlia munda ingår i släktet Carlia och familjen skinkar. Inga underarter finns listade.